# 大高翔
大高 翔（おおたか しょう、1977年（昭和52年）7月13日 - ）は、日本の俳人。文学者。立教大学文学部日本文学科卒業。徳島県阿南市出身。東京都在住。

## 経歴
徳島県阿南市出身。徳島県立城東高等学校卒業。立教大学文学部日本文学科卒業。「藍花」俳句会主宰であった母のすすめで、13歳より句作を開始し青柳志解樹に師事。1996年（平成8年）、10代で第一句集『ひとりの聖域』を出版。2000年（平成12年）より4年間にわたり「俳句王国」（NHK）で司会を務める。
2010年（平成22年）に徳島県阿波文化創造賞を受賞。またこれまでに京都造形芸術大学通信教育部非常勤講師や阿南ふるさと大使を歴任した。

## 出演

### テレビ番組
- 真相報道 バンキシャ!（2010年6月27日、日本テレビ）
- グラン・ジュテ 私が跳んだ日（2012年1月19日、NHK教育）

## 所属
- 日本ペンクラブ会員
- 俳人協会会員
- 国際俳句交流協会会員
- 藍花俳句会同人

## 受賞歴
- 2010年 - 徳島県阿波文化創造賞

## 作品

### 著作
- 『句集 ひとりの聖域』邑書林、1996年3月。ISBN 9784897091723。
- 『17文字の孤独』角川書店、1997年9月。ISBN 9784048716697。
- 『紀行エッセイ集 夢追い俳句紀行』NHK出版、2004年4月。ISBN 9784140161265。
- 『漱石さんの俳句 私の好きな五十選』実業之日本社、2006年12月。ISBN 9784408534992。
- 『キリトリセン 大高翔俳句集』求龍堂、2007年4月。ISBN 9784763007186。
- 大高翔 著「きらめきを掬う平常心」、筑紫, 磐井、対馬, 康子、高山, れおな 編『セレクション俳人 プラス 新撰21』邑書林〈セレクション俳人〉、2010年1月、186頁。ISBN 9784897096445。
- 『親子で楽しむ こども俳句塾』明治書院〈寺子屋シリーズ3〉、2010年4月。ISBN 9784625624124。
- 戸田菜穂、大高翔共著『恋俳句レッスン 俳句は恋を育てる』マガジンハウス〈寺子屋シリーズ3〉、2010年9月。ISBN 9784838721771。
- 大高翔俳句、上杉満生写真『上杉満生写真集 凛の世界』求龍堂、2011年11月。ISBN 9784763011404。
- 『ゼロから始める俳句入門』大高翔監修、KADOKAWA、2014年7月。ISBN 9784040669267。
- 『句集 帰帆』KADOKAWA、2015年10月。ISBN 9784046529855。

### 作詞
- 徳島県立徳島科学技術高等学校 校歌